# AirPods

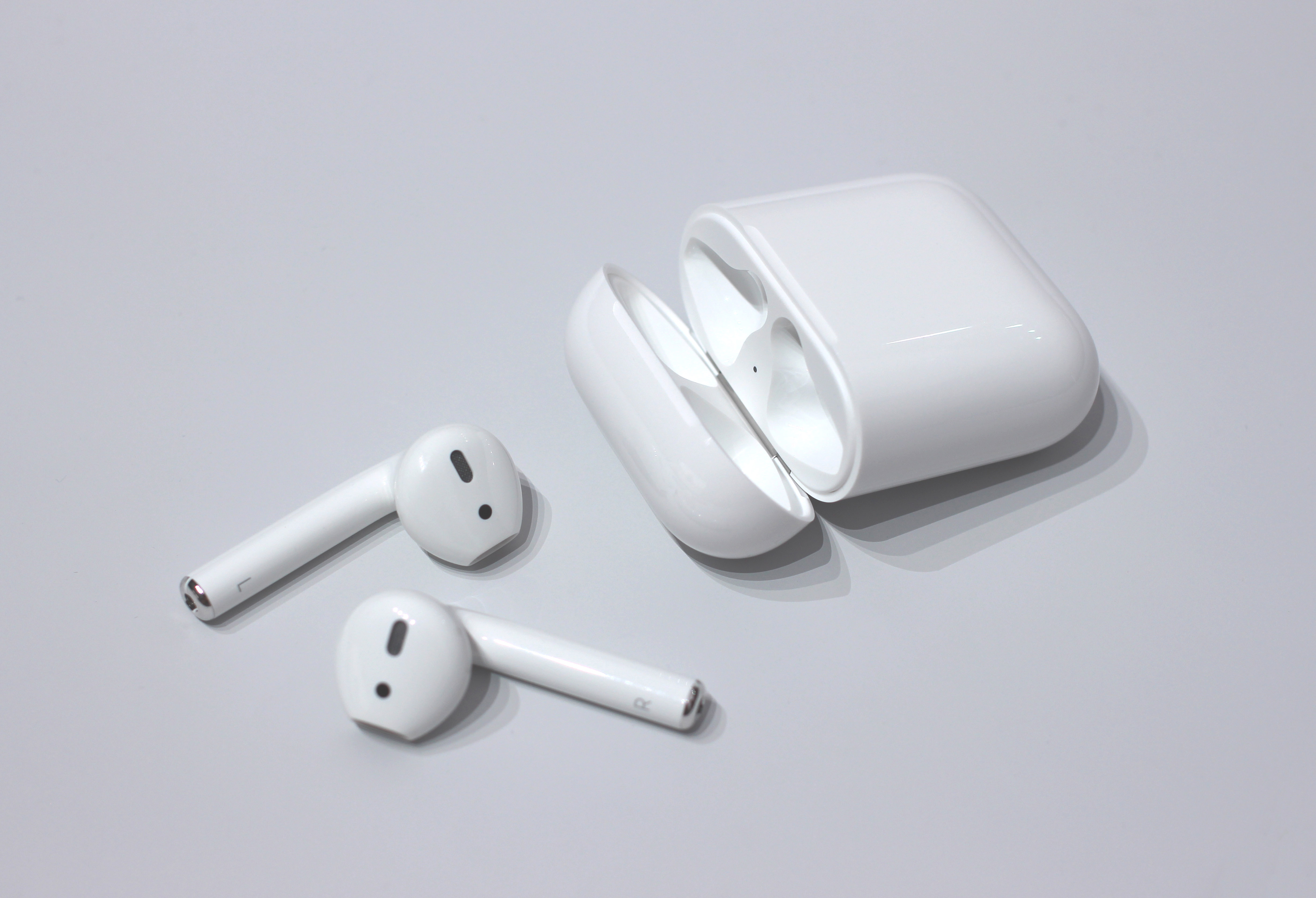
Um par de Airpods

AirPods é uma linha de auscultadores bluetooth desenvolvidos pela Apple. A primeira geração foi lançada em setembro de 2016 e a sua segunda geração em março de 2019. São os fones de ouvido sem fio de entrada da Apple, diferente dos outros modelos mais caros e com mais funcionalidades, o AirPods Pro e o AirPods Max. Em cerca dois anos, eles se tornaram o acessório mais popular da Apple, notável por seu sucesso crítico e de vendas.
Além de reprodução de áudio, os AirPods possuem um microfone com filtros de redução de ruído para chamadas telefônicas, videoconferências, uso da assistente virtual Siri e gravação; os sensores acelerômetros e ópticos são capazes de detectar toques com os dedos (por exemplo, um toque duplo no AirPods é utilizado para pausar uma música) ou quando o dispositivo for retirado do ouvido, o que permite a pausa automática do conteúdo.

## Especificações Técnicas
Todos os componentes e sensores responsáveis pelos drivers de aúdio e transmissão Bluetooth são armazenados na parte superior do AirPod. As baterias ficam na hastes do produto.

### Compatibilidade
Os AirPods são compatíveis com qualquer aparelho que possua conexão Bluetooth 4.0 ou superior, incluindo celulares Android e PCs com Windows. Alguns recursos só estão disponíveis em dispositivos Apple.
A primeira geração de AirPods é compatível com modelos de iPhone, iPad e iPod Touch com iOS 10 ou versões posteriores, modelos Apple Watch com watchOS 3 ou versões posteriores e Macs com macOS Sierra ou mais recente. A segunda geração é compatível com o iOS 12.2, macOS Mojave 10.14.4 e watchOS 3 ou versões mais recentes desses sistemas.
A terceira geração dos AirPods introduz um design renovado com botões maiores e controle por aperto nas hastes, além de oferecer EQ Adaptativo e suporte a Áudio Espacial em dispositivos iOS compatíveis.

## Impacto Cultural
No dia do anúncio, os AirPods foram comparados com os EarPods que acompanham os modelos de todos os iPhones. O site The Verge disse que "Eles parecem... os EarPods antigos mas com os fios cortados". Apesar das criticas iniciais a respeito do seu design desconhecido, sua popularidade cresceu rapidamente ao longo dos anos e eles foram eleitos a marca mais popular de "ouvintes" de 2019.

### Críticas
Uma das criticas mais feitas pelos usuários é o seu alto preço, apesar de que no seu lançamento ele teve um preço inferior a outros fones de ouvido wireless do mercado, como os produtos da Samsung, e permanecem com um preço competitivo no mercado. Outra crítica proeminente foi relacionado a um problema que fez com que a bateria da caixa de carregamento acabasse rapidamente, mesmo que os AirPods não sejam usados. Em resposta, a Apple disponibilizou uma atualização de firmware (versão 3.5.1) para os AirPods, que corrigiu os problemas de conectividade e drenagem de bateria. Críticas à terceira geração dos AirPods incluem a falta de graves mais profundos e o design de tamanho único das pontas, que pode ser desconfortável para certos usuários.

## Possíveis problemas de saúde
O sistema de Bluetooth funciona com a transmissão de micro-ondas, que em contacto intermitente e a longo prazo com a parte a cabeça pode afetar a barreira hematoencefálica, que é uma camada protetora entre o sangue e o cérebro que o protege de toxinas. Mas a Apple afirma que está seguindo os padrões estabelecidos pela Comissão Federal de Comunicações, que é criticada por mais de 200 especialistas de saúde pública, que afirmam que os padrões de radiação estabelecidos são insuficientes.

## Vendas
Em 2018, os AirPods foram os acessórios mais populares vendidos pela Apple, com 35 milhões de unidades vendidas. Estima-se que 60 milhões de unidades foram vendidas em 2019 e que a linha compõem 60% do mercado global de fones de ouvido sem fio. Algumas estimativas preveem que 5 a 7% da receita da Apple com os AirPods seja em de fones de ouvido e caixas de substituição.